# Székely Jenő (sakkozó)
Székely Jenő (eredeti neve: Stern Jenő) (Győr, 1886. január 12. – Budapest, 1946. június 2.) magyar sakkmester, sakkfeladványszerző, csapatban sakkfeladványfejtő világbajnok (1936), sakkszakíró, a Magyar Sakkszövetség főtitkára (1930–1939), a Magyar Sakkfeladvány Társaság alelnöke (1936-tól).

## Élete és sakkpályafutása
12 testvér közül utolsó előttiként született. Apja Stern Henrik kereskedő, anyja Schönberger Katalin. 1902-ben magyarosították a nevüket Székelyre. Bencés gimnáziumot végzett, majd Budapesten hallgatott két évet a mai Eötvös Loránd Tudományegyetem jogi karán. Az első alapvizsga után ügyvédjelölt lett Győrben, újságcikkeket is írt, s ezzel nyugodt életet biztosított magának. 1915-ben, I. világháborúban súlyosan megsebesült, elvesztette a fél lábát, fagyási sérüléseit a másik lába is megsínylette, és főhadnagyként, 75%-os rokkantsággal szerelték le. A 20-as években több évet élt Bécsben, azután haláláig Budapesten élt, nehéz körülmények között, mint közgazdasági szakíró biztosította megélhetését.
A sakkal 6 éves korában ismerkedett meg, 15 éves korában már 5 táblán tudott egyszerre, vakon játszani. Először az 1905-ös barmeni versenyen vett részt. A C-főtornán elért 2. helyezése után a győztesek csoportjának megnyerésével tette le a névjegyét. A B-főtorna azonban még erősnek bizonyult neki, nyolc játszmából mindössze 1 pontot szerzett.

## A nemzeti mesterversenyeken
1906-ban az első nemzeti mesterversenyen 4-5., az 1907-es második nemzeti mesterversenyen már holtversenyes második hely az eredménye és ezért megkapta a mesteri címet. Ebben az időben ő volt a világ egyik legfiatalabb sakkmestere. Az 1911-es első szövetségi mesterversenyen holtversenyben 3–5., ezután azonban már csak a középmezőnyt érte el: 1912-ben hetedik, 1913-ban hatodik. 1914-ben kitört a világháború, amelyben viszonylag korán, 1915-ben súlyosan megsérült, és hosszabb kihagyásra kényszerült. Bécsből történő visszatérése után 1927-ben a kecskeméti B-főtornán jelent meg 11 év után ismét a sakkéletben, majd 1928-ban a nemzeti mesterverseny résztvevője, amelyen a 7–8. helyet szerezte meg. 1931-ben a tizenkettedik a 15 induló között, 1932-ben 10–11. a 18 résztvevős mezőnyben. Utoljára 1933-ban indult el a magyar bajnokságnak is számító nemzetközi mesterversenyen, és a 14. helyen végzett.
1936-ban a Budai Sakkozó Társaság háziversenyén a 2–4. helyet szerezte meg.

## Sakkfeladványszerző munkássága
Valamivel több, mint 30 feladványa ismert, az első feladványa a Pesti Hírlapban 16 éves korában jelent meg. Több díjat is nyert, de még eredményesebb volt a sakkfeladványfejtés területén. Az 1930-as években rendszeresen rendezett nemzetközi sakkfeladványfejtő versenyeken a magyar csapat legmegbízhatóbb tagjaként több alkalommal is 100%-os eredményt ért el. 1936-ban a feladványmegfejtési csapatversenyen Magyarország válogatottjának tagjaként világbajnoki címet szerzett.

## Sakkszervező
Az első világháború előtt Győrött, majd Szávay Zoltánnal Budapesten dolgozott együtt. A Budai Sakkozó Társaság egyik vezetője, majd Szávay halála után 1930-ban ő lett a Magyar Sakkszövetség főtitkára. Az általa szorgalmazott sakk kerületek kialakítását követően 1932-ben a sakkszövetség központi főtitkárává választották. Az 1935. évi közgyűlésen alelnök,  majd 1937-ben és 1938-ban ismét főtitkár, de politikai okok miatt 1939-ben le kellett mondania.
Az 1936-ban alakult Magyar Sakkfeladványszerzők és Barátok Országos Egyesülete alelnökké választotta. Az egyesület később a Magyar Sakkfeladvány Társaság nevet vette fel, és az 1942. évre alelnökké választotta.

## Megjelent művei
- Amit minden sakkozónak tudnia kell, Kecskemét 1933. (Magyar Sakkvilág kötete)[22]
- A Magyar Sakkszövetség dr. Sipőcz Jenő emlékversenye 1937. (Magyar Sakkvilág könyvtára IX. kötet, Kecskemét)[23]

## Emlékezetes játszmái
|    | |    |    |    |    |    |    |
|    | \| \| \| \| \| \| \| \| \| \| \| \| \| \| \| \| \| \| \| \| \| \| \| \| \| \| \| \| \| \| \| \| \| \| \| \| \| \| \| \| \| \| \| \| \| \| \| \| \| \| \| \| \| \| \| \| \| \| \| \| \| \| \| \| \| \| \| \| \| \| \| \| |    |    |    |    |    |    |
|    | |    |    |    |    |    |    |
| a8 | b8 | c8 | d8 | e8 | f8 | g8 | h8 |
| a7 | b7 | c7 | d7 | e7 | f7 | g7 | h7 |
| a6 | b6 | c6 | d6 | e6 | f6 | g6 | h6 |
| a5 | b5 | c5 | d5 | e5 | f5 | g5 | h5 |
| a4 | b4 | c4 | d4 | e4 | f4 | g4 | h4 |
| a3 | b3 | c3 | d3 | e3 | f3 | g3 | h3 |
| a2 | b2 | c2 | d2 | e2 | f2 | g2 | h2 |
| a1 | b1 | c1 | d1 | e1 | f1 | g1 | h1 |

| a8 | b8 | c8 | d8 | e8 | f8 | g8 | h8 |
| a7 | b7 | c7 | d7 | e7 | f7 | g7 | h7 |
| a6 | b6 | c6 | d6 | e6 | f6 | g6 | h6 |
| a5 | b5 | c5 | d5 | e5 | f5 | g5 | h5 |
| a4 | b4 | c4 | d4 | e4 | f4 | g4 | h4 |
| a3 | b3 | c3 | d3 | e3 | f3 | g3 | h3 |
| a2 | b2 | c2 | d2 | e2 | f2 | g2 | h2 |
| a1 | b1 | c1 | d1 | e1 | f1 | g1 | h1 |

Székely Jenő-Schlesinger Jenő, királycsel, Muzio-csel (ECO C37), Győr 1903
1. e4 e5 2. f4 exf4 3. Hf3 g5 4. Fc4 g4 5. O-O gxf3 6. Vxf3 Vf6 7. d3 Fh6 8. Hc3 He7 9. e5 Vxe5 10. Fxf4 Fxf4 11. Bae1 Vc5+ 12. Kh1 Fh6 13. He4 Vc6 14. Vxf7+ Kd8 15. Hg5 Vd6 (diagram) 16. Vf5! Vg6 17. Hf7+ Ke8 18. Bxe7+ 1-0
Székely Jenő–Réti Richárd, francia védelem, Rubinstein-változat (ECO C10), Temesvár, 1912.
1. e4 e6 2. d4 d5 3. Hc3 dxe4 4. Hxe4 Hd7 5. Fd3 Hgf6 6. Hf3 Hxe4 7. Fxe4 Hf6 8. Fd3 c5 9. O-O cxd4 10. Hxd4 Fc5 11. Fe3 Vb6 12. b4 Fxd4 13. Fxd4 Vxb4 14. Bb1 Vd6 15. Be1 Fd7 16. Fe5 Vc5 17. Bxb7 Fc6 18. Bc7 Hd5 19. Fd4 Vxd4 20. Bxc6 Bd8 21. Bcxe6+ Kf8 22. Be8+ 1-0